# Pleso therapy
pleso therapy (стилізовано як Платформа pleso)  — українська онлайн-платформа для підбору психотерапевтів і проведення психотерапії у відеоформаті. Заснована у 2021 році, платформа поєднує елементи маркетплейсу, цифрових інструментів підбору фахівців і просвітницьких ініціатив у сфері ментального здоров'я. pleso працює на ринках України, Польщі та Румунії, а її послугами користуються тисячі клієнтів, які шукають підтримку у подоланні стресу, тривожності, вигорання та інших емоційних труднощів. Унікальність сервісу полягає в алгоритмічному підборі терапевтів, прозорій моделі оплати та високих стандартах якості для спеціалістів, які приєднуються до платформи.

## Історія компанії
pleso therapy — українська онлайн-платформа психотерапії, заснована у 2021 році. Ідея створення сервісу виникла наприкінці 2020 року в Олександра Бондарєва, який зіткнувся зі складнощами пошуку психолога онлайн. Першими до розробки платформи приєдналися друзі Олександра  — Олексій Якубенко та Віталій Марченко, які стали співзасновниками та взяли на себе технічну частину продукту. До команди співзасновників також увійшла психотерапевтка Анна Ліссова. Платформу офіційно було запущено у 2021 році.
У 2022 році стартап отримав грантову підтримку від програми Google for Startups (Ukraine Support Fund) та став учасником акселераційної програми Poland Prize, залучивши загалом близько $250 тис. інвестицій. Серед ранніх інвесторів pleso — співзасновник маркетплейсу BUKI Вадим Синжерецький, засновник платформи AllRight Олег Оксюк та експрезидент компанії «Київстар» Петро Чернишов. У липні 2024 року pleso оголосив про інвестицію від венчурного фонду United Angels Network (сума не розголошена). Станом на грудень 2024 року платформа налічувала понад 300 психотерапевтів з України, Польщі та Румунії, а річні продажі стартапу зросли до $3 млн.

## Напрямки діяльності
pleso функціонує як маркетплейс у сфері ментального здоров'я, що забезпечує підбір та проведення сеансів психотерапії онлайн. Платформа орієнтована на індивідуальних клієнтів, які шукають психологічну допомогу, а також працює з корпоративними замовниками (B2B) — компаніями, зацікавленими у підтримці ментального здоров'я своїх працівників. Основна послуга pleso — підбір психотерапевта для клієнта та організація онлайн-сеансів з ним. Вартість індивідуального сеансу стандартизована (станом на 2024 рік — 1390 грн за сеанс) незалежно від обраного спеціаліста. Окрім разових сеансів, платформа пропонує пакетні підписки зі знижкою та подарункові сертифікати на терапію. Для корпоративних клієнтів pleso надає програми терапевтичної підтримки співробітників, співпрацюючи з низкою українських ІТ-компаній та організацій.

## Методики та підходи
Однією з особливостей pleso є власний алгоритм підбору терапевта. Нові клієнти проходять спеціальний онлайн-тест з механікою пріоритизації, який аналізує їхні запити та потреби. На основі результатів цього тестування, з використанням методів машинного навчання, платформа добирає найбільш підходящого психотерапевта для клієнта. Окрім автоматизованого алгоритму, користувачі можуть отримати персональну консультацію від провідника в межах безплатної послуги «Провідник у терапію».
pleso приділяє значну увагу якості та кваліфікації фахівців. Всі психологи й психотерапевти, що приєднуються до платформи, проходять ретельний відбір: вимагається вища профільна освіта та мінімум 3 роки практичного досвіду. Кандидати повинні мати пройдену особисту терапію, супервізію та додаткове навчання, а також успішно вирішити кейс з етичною дилемою на співбесіді. Такий підхід дозволяє перевірити відповідність терапевта етичним стандартам pleso перед початком роботи на платформі.
Зусилля компанії також спрямовані на подолання стигми щодо психотерапії та популяризацію культури піклування про ментальне здоров'я. Команда pleso веде освітній блог, присвячений психологічному добробуту, та комунікує з аудиторією у соцмережах, поширюючи достовірну інформацію про психотерапію та цікаві формати (наприклад, меми, просвітницькі відео тощо).

## Географія діяльності
Первинно сервіс pleso орієнтувався на український ринок і українськомовну аудиторію. З часом платформа розширила свою присутність і наразі працює на ринках щонайменше трьох країн — України, Польщі та Румунії. Інтерфейс сайту доступний кількома мовами, зокрема українською, польською, румунською, англійською, італійською, іспанською та чеською. У 2024 році компанія офіційно вийшла на румунський ринок, що стало частиною стратегії європейської експансії. Штаб-квартира та основний офіс pleso розташовані в місті Київ, також команда має представництва або співробітників у Варшаві та Ризі (віддалені офіси) для координації міжнародної діяльності.

## Команда
Співзасновниками pleso therapy є Олександр Бондарєв (CEO), Анна Ліссова (Head of Therapy), Олексій Якубенко (CTO) та Віталій Марченко (Head of Engineering). Станом на 2023 рік команда pleso налічує близько 30+ співробітників, включно зі спеціалістами з продуктового розвитку, маркетингу та підтримки клієнтів. Ключові особи компанії публічно представлені: зокрема, СЕО Олександр Бондарєв та інші співзасновники регулярно виступають на профільних заходах і дають інтерв'ю медіа про розвиток pleso.

## Публічність
Платформа pleso та її засновники неодноразово ставали темою публікацій у ЗМІ. У вересні 2021 року стартап було представлено як «стартап дня» на провідному технологічному ресурсі AIN.ua, де відзначалась інноваційна модель підбору психотерапевтів. Український журнал Forbes включив pleso до списку перспективних стартапів Next250, оприлюднивши профайл компанії та фінансові показники за 2022 рік. У липні 2024 року видання Vector опублікувало розгорнуте інтерв'ю з командою pleso, присвячене історії запуску, особливостям продукту та планам розвитку стартапу. Про pleso також писали медіа Dev.ua, Liga.Tech, Громадське радіо та інші, обговорюючи тенденції онлайн-терапії та цифрових рішень у психологічній допомозі.
Окрім згадок в медіа, pleso активно бере участь у заходах, присвячених ментальному здоров'ю та стартап-екосистемі. Компанія співпрацювала з різними партнерами для популяризації психотерапії: зокрема, спільно з мережею кав'ярень Frankly команда запускала інформаційні кампанії про work-life balance, а разом з медичною системою Helsi організовувала офлайн-івенти із практиками усвідомлених перерв. pleso позиціює себе як публічний адвокат теми ментального здоров'я, регулярно виступаючи на конференціях і долучаючись до ініціатив щодо покращення психічного благополуччя в суспільстві. Компанія також проводить і благодійні події у рамках своєї діяльності.

## Нагороди та досягнення
- Гранти та акселерація. pleso стало одним із 17 українських стартапів, що отримали грант до $100 тис. від фонду Google Ukraine Support Fund у 2022 році.[17] Також стартап пройшов відбір до програми Poland Prize (2022)[18], здобувши менторську та фінансову підтримку для виходу на європейські ринки. Раніше, у 2021 році, команда презентувала проєкт на конкурсах Українського фонду стартапів (USF), де здобула схвальні оцінки експертів (стартап увійшов до переліку переможців одного з Pitch Day).
- Визнання в індустрії. У 2023 році pleso therapy було включено до рейтингу Forbes Ukraine Next250 як один з найперспективніших молодих бізнесів країни. За даними Forbes, виторг компанії у 2022 році склав 18 млн грн, а кількість співробітників досягла 30 осіб. На кінець 2024 року стартап досягнув річного доходу ~$3 млн та розширив базу фахівців до 300+ терапевтів.[19]